# Lecoq Seoul Open
EL Seoul Open Challenger es un torneo profesional de tenis. Pertenece al ATP Challenger Tour. Se juega desde el año 2015 sobre superficie dura, en Seúl, Corea del Sur.

## Palmarés

### Individuales
| Año  | Campeón            | Finalista        | Resultado      |
| ---- | ------------------ | ---------------- | -------------- |
| 2015 | Go Soeda           | Chung Hyeon      | 3–6, 6–3, 6–3  |
| 2016 | Sergiy Stakhovsky  | Lu Yen-hsun      | 4–6, 6–3, 7–67 |
| 2017 | Thomas Fabbiano    | Kwon Soon-woo    | 1–6, 6–4, 6–3  |
| 2018 | Mackenzie McDonald | Jordan Thompson  | 1–6, 6–4, 6–1  |
| 2019 | Kwon Soon-woo      | Max Purcell      | 7–5, 7–5       |
| 2020 | No Celebrado       | No Celebrado     | No Celebrado   |
| 2021 | No Celebrado       | No Celebrado     | No Celebrado   |
| 2022 | Li Tu              | Wu Yibing        | 7-65, 6-4      |
| 2023 | Yunchaokete Bu     | Aleksandar Vukic | 7-64, 6-4      |

### Dobles
| Año  | Campeones                         | Finalistas                           | Resultado         |
| ---- | --------------------------------- | ------------------------------------ | ----------------- |
| 2015 | Gong Maoxin Peng Hsien-yin        | Lee Hyung-taik Danai Udomchoke       | 3–6, 6–3, 6–3     |
| 2016 | Matt Reid John-Patrick Smith      | Gong Maoxin Yi Chu-huan              | 6–3, 7–5          |
| 2017 | Hsieh Cheng-peng Peng Hsien-yin   | Thomas Fabbiano Dudi Sela            | 5–1 ret.          |
| 2018 | Toshihide Matsui Frederik Nielsen | Treat Huey Yi Chu-huan               | 6–4, 7–63         |
| 2019 | Max Purcell Luke Saville          | Ruben Bemelmans Sergiy Stakhovsky    | 6–4, 7–67         |
| 2020 | No Celebrado                      | No Celebrado                         | No Celebrado      |
| 2021 | No Celebrado                      | No Celebrado                         | No Celebrado      |
| 2022 | Kaichi Uchida Wu Tung-lin         | Chung Yun-seong Aleksandar Kovacevic | 6–72, 7–5, [11–9] |
| 2023 | Max Purcell Yasutaka Uchiyama     | Yun-seong Chung Yuta Shimizu         | 6–1, 6–4          |